# Jan Urbanowski
Jan Urbanowski (ur. 12 sierpnia 1897 w Kotowie, zm. 18 kwietnia 1971 w Prudniku) – polski żołnierz, uczestnik I wojny światowej, powstania wielkopolskiego i II wojny światowej, działacz kombatancki i partyjny.

## Życiorys
Urodził się w Kotowie koło Grodziska Wielkopolskiego jako syn Wojciecha i Marii z domu Nowinka. W 1904 wraz z rodzicami zamieszkał w Kurowie, gdzie uczęszczał do szkoły powszechnej.
Podczas I wojny światowej, w marcu 1916 został powołany do Armii Cesarstwa Niemieckiego. Po przeszkoleniu w 6 pułku grenadierów we Wschowie, został wysłany na front wschodni do 404 pułku piechoty. Brał udział w walkach pod Baranowiczami. W listopadzie 1916 został ranny pod Horodyszczami. We wrześniu 1917 przeniesiono go na front zachodni, pod Cambrai. 24 marca 1918 trafił do szpitala w Monachium po zatruciu gazami bojowymi, po wyleczeniu wrócił na front do Peronne. Następnie znalazł się we Flandrii.
W grudniu 1918 otrzymał przepustkę świąteczną do domu, z której już nie wrócił do armii niemieckiej. 4 stycznia 1919 wstąpił do formowanej przez Józefa Skrzydlewskiego 1 kompanii grodziskiej, dołączając do powstania wielkopolskiego. Brał udział w walkach o Rakoniewice, Wioskę, Jabłonną i Wolsztyn. 27 stycznia 1919 został dowódcą 4 drużyny 1 kampanii grodziskiej. Następnie walczył o Sępolno i Miedzichowo.
Po zakończeniu powstania pozostał w Wojsku Polskim jako podoficer zawodowy w 56 Pułku Piechoty Wielkopolskiej, a następnie 29 Pułku Strzelców Kaniowskich. W 1938 służył w Centralnej Szkole Podoficerów KOP w Twierdzy Osowiec. W marcu 1939 otrzymał stopień starszego sierżanta. 28 września 1939 w walkach pod Biłgorajem dostał się do niewoli, w której przebywał do 1945.
Od 15 lipca 1945 do 15 grudnia 1946 zajmował stanowisko komendanta posterunku Milicji Obywatelskiej w Damasławku. Zamieszkał w Prudniku i wstąpił do PZPR. Od 15 marca 1948 pracował umysłowo w PZPR w Prudniku, a od maja 1952 był kierownikiem referatu przemysłowego w Prezydium Powiatowej Rady Narodowej w Prudniku.
Był żonaty z Heleną Balcerzak, z którą miał troje dzieci, w tym synów Lecha i Mieczysława. Po zawale serca w maju 1961 przeszedł na rentę i emeryturę, jednak pozostał aktywnym członkiem organizacji kombatanckich w województwie opolskim. Współpracował z Józefem Urbanem przy upamiętnieniach powstańców wielkopolskich. Zmarł 18 kwietnia 1971 w Prudniku. Został pochowany na tamtejszym cmentarzu komunalnym.

## Odznaczenia
- Brązowy Krzyż Zasługi (1937)[3]
- Medal Niepodległości (1938)[3]
- Wielkopolski Krzyż Powstańczy (1957)[3]
- Srebrny Krzyż Zasługi (1959)[3]
- Krzyż Kawalerski Orderu Odrodzenia Polski (1964)[3]